# Leucophora grisella
Leucophora grisella este o specie de muște din genul Leucophora, familia Anthomyiidae, descrisă de Willi Hennig în anul 1967. Conform Catalogue of Life specia Leucophora grisella nu are subspecii cunoscute.